# Cyrillische cijfers
De Cyrillische cijfers werden gebruikt in het cyrillisch door Slavische volkeren. In Rusland werd dit systeem gebruikt tot 1700, toen Peter de Grote het systeem liet vervangen door het Arabische.
| eenheden | eenheden | tientallen | tientallen | honderden | honderden |
| -------- | -------- | ---------- | ---------- | --------- | --------- |
| А        | 1        | І          | 10         | Р         | 100       |
| В        | 2        | К          | 20         | С         | 200       |
| Г        | 3        | Л          | 30         | Т         | 300       |
| Д        | 4        | М          | 40         | У         | 400       |
| Є        | 5        | Н          | 50         | Ф         | 500       |
| Ѕ        | 6        | Ѯ          | 60         | Х         | 600       |
| З        | 7        | О          | 70         | Ѱ         | 700       |
| И        | 8        | П          | 80         | Ѡ         | 800       |
| Ө        | 9        | Ч          | 90         | Ц         | 900       |